# Переулок Нины Зубковой

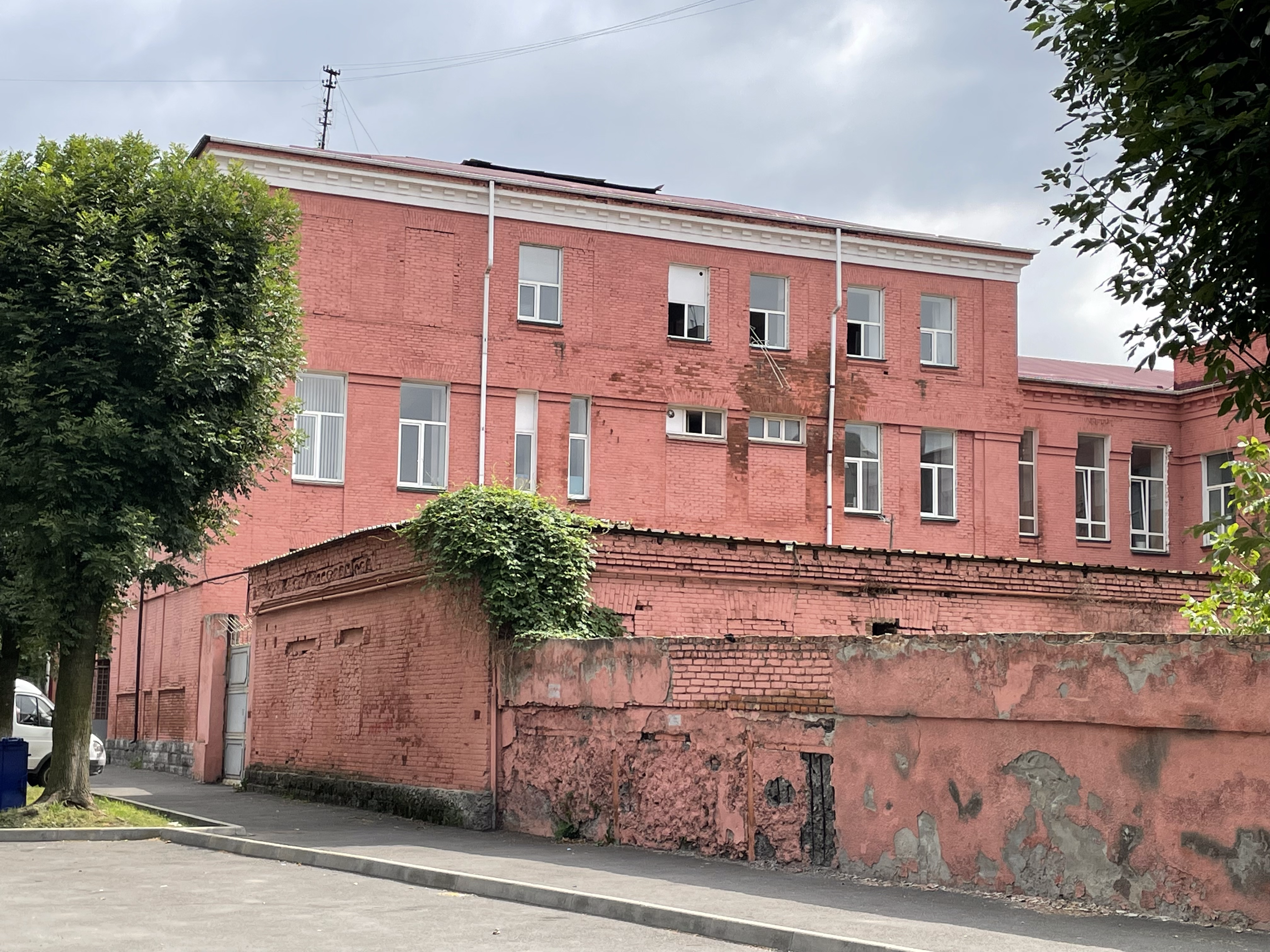
Здание Медицинского факультета СОГУ со стороны переулка Нины Зубковой

Переулок Нины Зубковой — переулок во Владикавказе, Северная Осетия, Россия. Переулок располагается в Промышленном муниципальном округе Владикавказа между улицами Чкалова и Олега Кошевого. Начинается от улицы Олега Кошевого.

## История
Переулок назван именем комсомолки Нины Аполлоновны Зубковой, которая участвовала в организации комсомольской организации во Владикавказе.
Переулок сформировался в первой половине XX века. 3 апреля 1951 года Исполком Промышленного района присвоил переулку, который располагался в пределах кварталов 203 и 419 и выходил на улицу Олега Кошевого с северной стороны и с южной стороны — на улицу Чкалова, наименование «Новый переулок».
27 августа 1959 года Орджоникидзевский горсовет в связи с наличием двух одноимённых улицы Новой и переулка Нового, переименовал Новый переулок в «Юный переулок».
12 ноября 1959 года Юный переулок был переименован в «Предлесный переулок».
21 апреля 1966 года Предлесный переулок был переименован в «Переулок Нины Зубковой».

## Значимые объекты
- д. 24 — Центр психолого-педагогической реабилитации и коррекции.